# Yasuto Wakizaka
Yasuto Wakizaka (脇坂 泰斗, Wakizaka Yasuto), né le 11 juin 1995 à Yokohama au Japon, est un footballeur international japonais qui évolue au poste de milieu de terrain au Kawasaki Frontale.

## Biographie

### Kawasaki Frontale
Né à Yokohama au Japon, Yasuto Wakizaka est formé par le Kawasaki Frontale et l'Université Hannan. Il fait ensuite son retour au Kawasaki Frontale à compter de la saison 2018.
Il joue son premier match en professionnel avec le Kawasaki Frontale le 18 avril 2018, lors d'une rencontre de Ligue des champions de l'AFC contre le Ulsan Hyundai FC. Il entre en jeu en cours de partie, et les deux équipes se neutralisent ce jour-là (2-2),.
Le 12 mai 2019, il inscrit son premier but en professionnel lors d'une rencontre de championnat face au Shimizu S-Pulse. Il est titularisé et son équipe l'emporte par quatre buts à zéro ce jour-là,.
Wakizaka remporte l'édition 2019 de la Coupe de la Ligue japonaise en étant titularisé lors de la finale le 26 octobre 2019 contre le Hokkaido Consadole Sapporo. Il délivre une passe décisive pour Hiroyuki Abe ce jour-là et son équipe s'impose après une séance de tirs au but.
Wakizaka participe à la finale de la Ligue des champions Élite de l'AFC 2024-2025 en étant titulaire et capitaine le 3 mai 2025, face au Al-Ahli FC. Son équipe est toutefois battue par deux buts à zéro.

### En sélection
En mars 2021, Yasuto Wakizaka est appelé pour la première fois avec l'équipe nationale du Japon par le sélectionneur Hajime Moriyasu. Il honore sa première sélection le 25 mars 2021, lors d'un match amical face à la Corée du Sud. Il entre en jeu à la place de Takumi Minamino lors de cette rencontre remportée par son équipe sur le score de trois buts à zéro.

## Palmarès
Kawasaki Frontale
| - Championnat du Japon (2) : - Champion : 2020 et 2021. - Coupe de la Ligue japonaise (1) : - Vainqueur : 2019. |  | - Supercoupe du Japon (1) : - Vainqueur : 2021. - Coupe du Japon (2) : - Vainqueur : 2020 et 2023. |